# Lumbricillus kaloensis
Lumbricillus kaloensis är en ringmaskart som beskrevs av Nielsen och Christensen 1959. Lumbricillus kaloensis ingår i släktet Lumbricillus, och familjen småringmaskar. Arten är reproducerande i Sverige.